# Gynoplistia fulva
Gynoplistia fulva là một loài ruồi trong họ Limoniidae. Chúng phân bố ở miền Australasia.